# Nacionalni park Triglav
Triglavski nacionalni park (slo. Tríglavski národni párk (TNP)) leži na području sjeverozapadne Slovenije u Julijskim Alpama. Jedini je nacionalni park u Sloveniji i u njemu važi poseban zaštitni režim koji je stroži od onih u ostalim zaštićenim područjima. Na području parka prevladava visokogorski krš. Vegetacija u parku je većinom alpska, ali su zbog blizine Jadranskog mora i utjecaja sredozemne klime na jugozapadnom dijelu parka prisutne i biljke iz tih područja. Park ima površinu od 83.807 ha. Njegova najviša točka je Triglav s 2.864 m, a najniža točka je tok gorskog potoka Tolminka na 180 m. Park je dobio ime po Triglavu, najvišem slovenskom planinskom vrhu, koja se nalazi u središtu parka.

## Povijest
Zamisao o nacionalnom parku dobila je skupina ljudi u službenom razgledu, na prijedlog seizmologa i prirodoslovca Albina Belara u kolovozu 1908., dok su pohodili dio Doline Triglavskih jezera. Do ostvarenja Belarovog prijedloga nad Komarčom nije došlo jer za to nije postojala pravna podloga. Tadašnji zakonski propisi nisu dopuštali ograničavanje ispaše, čime su uspjeli da to područje postane prvi nacionalni park u Europi. Odsjek za zaštitu prirode i prirodnih spomenika Muzejskog društva je 1920. Pokrajinskoj vladi za Sloveniju predložio zahtjev za uspostavu zaštićenih parkova, kao što je to bio primjer i u drugim državama. Alpski zaštićeni park je osnovan 1924. površine 1.400 ha za što je bio zaslužan Odsjek za zaštitu prirode i prirodnih znamenitosti i Slovensko planinarsko društvo, ali na samo 20 godina. Ime Triglavski nacionalni park je 1926. prvi put spomenuo profesor Frane Jesenek 30. svibnja u dnevniku »Jutro« pri čemu je govorio o njegovim znamenitostima. Po isteku dvadesetogodišnjeg ugovora ponovno su se pojavili interesi za ispašu i nedorečenost u svezi s pristojnošću proglašenja parka. Narodna skupština Narodne Republike Slovenije je dana 26. svibnja 1961. prihvatila Odluku o proglašenju Doline Triglavskih jezera nacionalnim parkom pod imenom Triglavski nacionalni park, sada površine 2.000 ha. Proširenje Triglavskog nacionalnog parka je bila prihvaćena 27. svibnja 1981. Zakonom o Triglavskom nacionalnom parku velike površine od čak 83.807 ha.

## Zakonska zaštita parka
Pored Zakona o TNP-u, to jedinstveno alpsko područje zaštićuje i Ustav Republike Slovenije (članci 71., 72. i 73.), Zakon o zaštiti okoliša, Zakon o očuvanju prirode, Zakon o vodama, Poljoprivredno-šumski i drugi zakoni te Alpska konvencija s njenim protokolima. Najnovije smjernice dolaze iz Seviljske strategije za rezervat biosfere jer je UNESCO u srpnju 2003. proglasio Julijske Alpe rezervatom biosfere.

## Hidrologija
U Triglavskom nacionalnom parku spajaju se dva velika slijeva i to rijeke Soče koja utječe u Jadransko more, te rijeke Save koja teče prema Dunavu, odnosno Crnom moru. Na tom terenu gorskog krša se nalaze i brojni stalni slapovi. U području toka Soče su i najbrojniji.
Najveće jezero Nacionalnog parka triglav je Bohinjsko jezero koje je tektonsko-ledenjačkog postanka. Poznata su i manja Triglavska jezera. Jedno među njima je i Črno jezero, od kuda ponire voda prema slapu Savice. Visoko u planinama su Kriška jezera i Krnsko jezero.

## Živi svijet
Na području parka postoji velika raznolikost ekosustava. Obuhvaća floru i faunu visokog gorja koja je oštra, dok je u dolinama kilma prihvatljivija za živi svijet. Na južnoj strani parka na pojedinačnim mjestima se pojavljuje i utjecaj mora.

## Jame
Velik dio Triglavskoga nacionalnog parka čine karbonati krša iz gornjeg trijasa. Morfolgiju najviše čini glacijalni te krški reljef. Brojne su jame u kršu koje vode i preko jednog kilometra duboko u masiv. Razvoj visokogorskih jama je tijesno povezan s pleistocenskim ledenim dobom. Prve jame su istraživane dvadesteih godina prošlog stoljeća te ih je sad u parku registrirano 637.

## Nekadašnje i sadašnje djelatnosti u parku
U prošlosti su se ljudi na području Triglavskog nacionalnog parkg bavili obradom željezne rude i ugljenom, čuvanjem goveda i proizvodnjom sira te šumarstvom. Fužinske planine su alpski pašnjaci na 1000 m nadmorske visine koji su izravno povezani s mjestima Studor v Bohinju i Stara Fužina u općini Bohinj, a u kojima stanovnici ovih naselja i danas napasaju svoju stoku kako su to radili od prapovijesti. Današnji čovjekov utjecaj je pretežno sezonski, a osobit utjecaj ima i turizam (planinarenje).

## Galerija
- Razor s juga 1935. godine
- Triglav Aljažev stup 1935. godine
- Bohinjsko jezero
- Dvojno jezero u dolini triglavskih jezara
- Vodnikov dom
- Soča

## Vanjske poveznice
- Službena straniva Triglavskog nacionalnog parka
- Prostorni prikaz Triglavskog nacionalnog parka
- Trenta - Zlatorogova dežela
- Korita Mostnice - temačnost, polna življenja
- Julijske Alpe na Hribi.net
- Triglavski nacionalni park